# Tekuma (partia)
Tekuma, Tkuma (hebr. תקומה – odrodzenie) – izraelska prawicowa, osadnicza, religijna partia polityczna założona w 1998 założona przez secesjonistów z Narodowej Partii Religijnej – Chanana Porata i Cewiego Hendela, którzy w czternastym Knesecie utworzyli osobną frakcję. Od wyborów w 2003 roku politycy Tekumy współtworzyli listy wyborcze z Unią Narodową jako Unia Narodowa-Tekuma (często występujące pod samą nazwą Tkuma lub Unia Narodowa).  
Tekuma, w przeciwieństwie do tradycyjnych partii religijnego syjonizmu, akceptuje wpływ rabinów na decyzje polityczne i partyjne. Według jej polityków komitet partyjnych rabinów powinien mieć autorytet w kwestiach decyzji ideologicznych.
Od 2013 roku Tekuma wchodziła w skład listy Żydowskiego Domu. Już wcześniej, w 2008 roku, obie partie prowadziły rozmowy jednak po początkowym ogłoszeniu porozumienia posłowie Tkumy postanowili opuścić Żydowski Dom i powrócili do Unii Narodowej. Wejście Tkumy do partii Naftalego Bennetta uważa się za umocnienie wpływów tzw. chardalim (charedim leumim, czyli narodowi ortodoksi) w Żydowskim Domu, co miało odbicie w stanowisku partii wobec wielu kwestii prawnych.
W styczniu 2019 nastąpiła zmiana na stanowisku przewodniczącego Unii Narodowej-Tkumy – Uriego Ari’ela zastąpił Becalel Smotricz.
W wyborach w kwietniu 2019 roku Unia Narodowa-Tekuma wraz z Żydowskim Domem i Żydowską Siłą weszła w skład nowej koalicji – Unii Partii Prawicowych.

We wrześniowych wyborach Unia Narodowa-Tekuma startowała z Żydowskim Domem i Nową Prawicą na jednej liście o nazwie Jamina. W wyborach lista otrzymała 5,87% głosów, a Unia uzyskała dwa mandaty (Beclalel Smotricz i Ofir Sofer).
20 grudnia 2019 roku liderzy Żydowskiego Domu i Żydowskiej Siły ogłosili utworzenie wspólnej listy wyborczej do wyborów w marcu 2020 roku. Decyzja ta została skrytykowana przez Unię Narodową, która nie została uwzględniona w negocjacjach, które nie były uzgodnione. Pod wpływem silnej krytyki ze strony swojej partii i nacisków ze strony Nowej Prawicy i Unii Narodowej Rafi Perec postanowił zerwać umowę wyborczą z Żydowską Siłą i przystąpił do Jaminy, w skład której wchodziła Nowa Prawica i Unia Narodowa.

## Liczba posłów w poszczególnych kadencjach
| Rok           | Liczba mandatów | Lista wyborcza                                    |
| ------------- | --------------- | ------------------------------------------------- |
| 1996          | 2               | odłączenie się od Narodowej Partii Religijnej     |
| 1999          | 1               | lista z Unią Narodową                             |
| 2003          | 2               | lista z Unią Narodową                             |
| 2006          | 2               | lista z Unią Narodową                             |
| 2009          | 2               | lista z Unią Narodową                             |
| 2013          | 4               | z Unią Narodową na liście Żydowskiego Domu        |
| 2015          | 2               | z Unią Narodową na liście Żydowskiego Domu        |
| kwiecień 2019 | 2               | z Unią Narodową na liście Unii Partii Prawicowych |
| wrzesień 2019 | 2               | z Unią Narodową na liście Unii Partii Prawicowych |
| 2020          | 2               | z Unią Narodową na liście Jamina                  |